# Pachycerianthus insignis
Pachycerianthus insignis är en korallart som beskrevs av Oscar Henrik Carlgren 1951. Pachycerianthus insignis ingår i släktet Pachycerianthus och familjen Cerianthidae. Inga underarter finns listade i Catalogue of Life.